# Yusuf Khan Ridwi
Yusuf Khan Ridwi (mort vers 1602) fou un príncep i governador mogol. Era fill del príncep Mirza Ahmad Ridwi i fou nomenat governador de Caixmir el 1586/1587 per l'emperador Akbar. Va imposar l'autoritat mogol a la vall de Caixmir i va aconseguir la submissió dels caps dels Čak. El 1592/1593 es va revoltar contra Akbar, però després es va sotmetre i va recuperar el favor de l'emperador el 1594/1595 i fou nomenat darugha o administrador del topkhana (arsenal). Va morir el 1602/1603.